# Németh Sándor (színművész)
Németh Sándor (Szombathely, 1942. február 27. –) Jászai Mari díjas magyar színész, rendező, színigazgató, érdemes és kiváló művész, a Budapesti Operettszínház örökös tagja 

## Élete
1960-ban szerződött a győri Kisfaludy Színházhoz, ahol 1964-ig játszott. 1964-től a Budapesti Operettszínház tagja, akkor volt ott még táncoskomikus, amikor a műfaj fénykorát élte. A legnagyobbak társaságában léphetett színpadra, és tanulhatta el a mesterségét az operettnek, ilyen volt többek között Honthy Hanna, Latabár Kálmán, Feleki Kamill, Németh Marika, Rátonyi Róbert. Ha nem volt jelenése, állt a színfalak mögött, és révületben nézte őket. Ez idő tájt a műfaj kezdő, fiatal tehetségeivel is színpadra lépett, mint például Galambos Erzsi, Lehoczky Zsuzsa, Felföldi Anikó és Kovács Zsuzsa. 
Országos népszerűséget az operettfilmek mellett, a tévéközvetítések hozták meg számára. A Magyar Televízió számos felvételt őriz vele, ezek közül is az egyik leghíresebb az 1988-as szilveszteri műsorban elhangzott duettje Psota Irénnel. 1988-1989 között az Operettszínház művészeti vezetője, majd 1989-1993 között igazgatója. Közben 1973-tól a bécsi Raimund Theater, 1982-től a Volksoper tagja. Korábban tanított a Színház- és Filmművészeti Egyetemen is.
Felesége, Gabi Bischof, osztrák színésznő.

## Fontosabb színházi szerepei
- Csiky Gergely: A nagymama... Ernő, az unoka
- Kálmán Imre: Csárdáskirálynő... Bóni gróf; Kerekes Ferkó
- Kálmán Imre: Marica grófnő... Zsupán
- Kálmán Imre: Cirkuszhercegnő... Sergius Wladimir
- Lehár Ferenc: A víg özvegy... Danilo
- Szirmai Albert – Bakonyi Károly – Gábor Andor: Mágnás Miska... Miska
- Leo Fall: Pompadour... Calicot
- Hervé: Nebáncsvirág... Floridor
- Franz von Suppé: Boccaccio... Pietro
- Leonard Bernstein: West Side Story... Riff
- Johann Strauss: A denevér... Eisenstein; Orlovszky
- Joe Masteroff – John Kander – Fred Ebb: Kabaré... Konferanszié
- Stephen Schwartz: Pipin... A Mester
- Thornton Wilder – Jerry Herman – Michael Stewart: Hello, Dolly!... Cornelius
- Dale Wasserman – Mitch Leigh – Joe Darion: La Mancha lovagja... Sancho
- Tommy Steele – Arthur Freed – Betty Comden – Adolph Green – Nacio Herb Brown: Ének az esőben... Don Lockwood
- Jean Poiret – Jerry Herman – Harvey Fierstein: Őrült nők ketrece... Georges

## Rendezéseiből
- Ábrahám Pál: Bál a Savoyban (Kecskeméti Katona József Színház)
- Lehár Ferenc: Marica grófnő (Fővárosi Operettszínház; Baden)
- Maske in Blau (Bad Ischl; Baden)
- Kálmán Imre: Csárdáskirálynő (Mörbisch; Baden)

## TV-s és filmszerepei
• Maya operettfllm (1979)
- Rökk Marica grófnő (tévéfilm) szereplő (magyar portréf., 1995)
- Szigligeti Ede: A mama (tévéfilm) színész (magyar tévéjáték, 1978)
- Micsoda idők voltak (tévéfilm) színész (1975)
- Elveszett paradicsom-töredék (tévéfilm) színész (tévéjáték, 1974)
- Fuss, hogy utolérjenek! színész (filmvígjáték, 1972)
- Csárdáskirálynő színész (NSZK-magyar-osztrák operettfilm, 1971)

## Díjai
- Jászai Mari-díj (1972)
- Érdemes művész (1980)
- Kiváló művész (1987)
- Kálmán Imre díj (2024)